# بوب بيتي
بوب بيتي (بالإنجليزية: Bob Beattie)‏ هو مدرب رياضي ومعلق رياضي أمريكي، ولد في 24 يناير 1933 في مانشستر في الولايات المتحدة، وتوفي في 1 أبريل 2018 في فرويتا في الولايات المتحدة.